# Микеланджело Алипранди
Микеланджело Алипранди (на италиански: Michelangelo Aliprandi) е италиански художник от XVI век. Разцветът на творчеството му е между 1560 и 1582 г.

## Биография
Роден е през 1527 г. Работи във Верона. Рисува фреските в двореца Минискалчи в същия град. Бил е подражател, ако не и ученик на Паоло Веронезе.
Рисува олтара – Мадоната с Младенеца между св. Рох и св. Себастиан – в църквата „Свети Надзаро и Челсо“ (La chiesa dei Santi Nazaro e Celso) във Верона, където все още е запазен.
Създава фреските на много фасади на сгради във Верона, от които са останали малко следи. Работи и по олтара на енорийската църква „Сант Амброджо ди Валполичела“, който по-късно е почти напълно разрушен и сменен.
Рисунката му „Богородица и Младенеца, увенчани от ангелите, със св. Себастиан и св. Рок“ се намира в Лувъра.
Умира в 1595 г.